# Flaugeac
Flaugeac – miejscowość i dawna gmina we Francji, w regionie Nowa Akwitania, w departamencie Dordogne. W 2013 roku populacja ówczesnej gminy wynosiła 330 mieszkańców. 
W dniu 1 stycznia 2019 roku z połączenia dwóch ówczesnych gmin – Flaugeac oraz Sigoulès – powstała nowa gmina Sigoulès-et-Flaugeac. Siedzibą gminy została miejscowość Sigoulès. 